# Штайб, Фриц
Кристиан Фредрик Максимилиан (Фриц) Штайб (нем. Christian Fredrik Maximillian (Fritz) Staib; 10 февраля 1892, Кристиания — 16 мая 1956, Лас-Пальмас) — норвежский яхтсмен. Олимпийский чемпион 1912 года.

## Биография
Фриц Штайб родился 10 февраля 1892 года в норвежском городе Кристиания.
Выступал в соревнованиях по парусному спорту за Королевскую норвежскую парусную ассоциацию Королевскую норвежскую парусную ассоциацию из Кристиании.
В 1912 году вошёл в состав сборной Норвегии на летних Олимпийских играх в Стокгольме. Завоевал золотую медаль в классе «12 метров» на яхте «Магда IX», в экипаж которой также входили Йохан Анкер, Нильс Бертельсен, Эйлерт Фальш-Лунд, Хафльдан Хансен, Арнфинн Хейе, Магнус Конов, Альфред Ларсен и Карл Тёулов. Норвежцы выиграли оба заезда на дистанции 36,2 морских мили, набрав максимальные 14 очков.
Умер 16 мая 1956 года в испанском городе Лас-Пальмас-де-Гран-Канария.